# Cayambe (Equador)

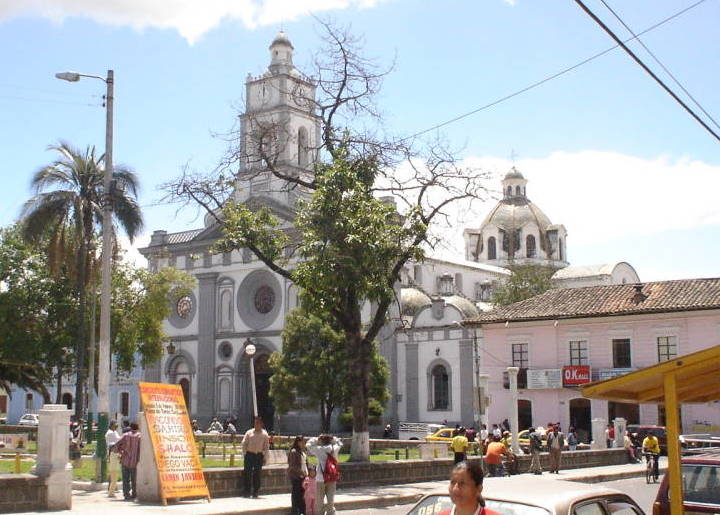
Igreja Matriz de San Pedro de Cayambe Equador

Cayambe é uma cidade da província de Pichincha, no Equador.
Tem cerca de 40 000 habitamtes. Está situada no sopé do Cayambe (5.842 m) e é atravessada pelo rio Pisque.
1. ↑  Suárez Torres, José (1984). «Niveles de salud en grupos poblacionales específicos en la región de Cayambe, Pichincha, Ecuador» (em espanhol): 381–381. Consultado em 4 de outubro de 2024